# Zijdgracht (Leiden)

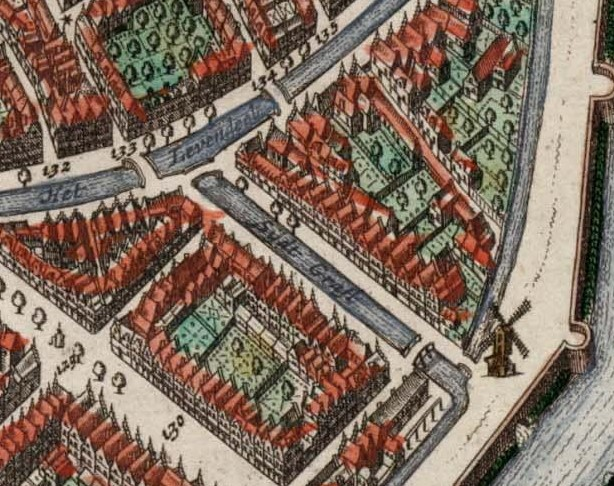
Detail van een kaart van Leiden van Joan Blaeu uit 1649, met daarop onder meer Zijdgracht en Levendaal

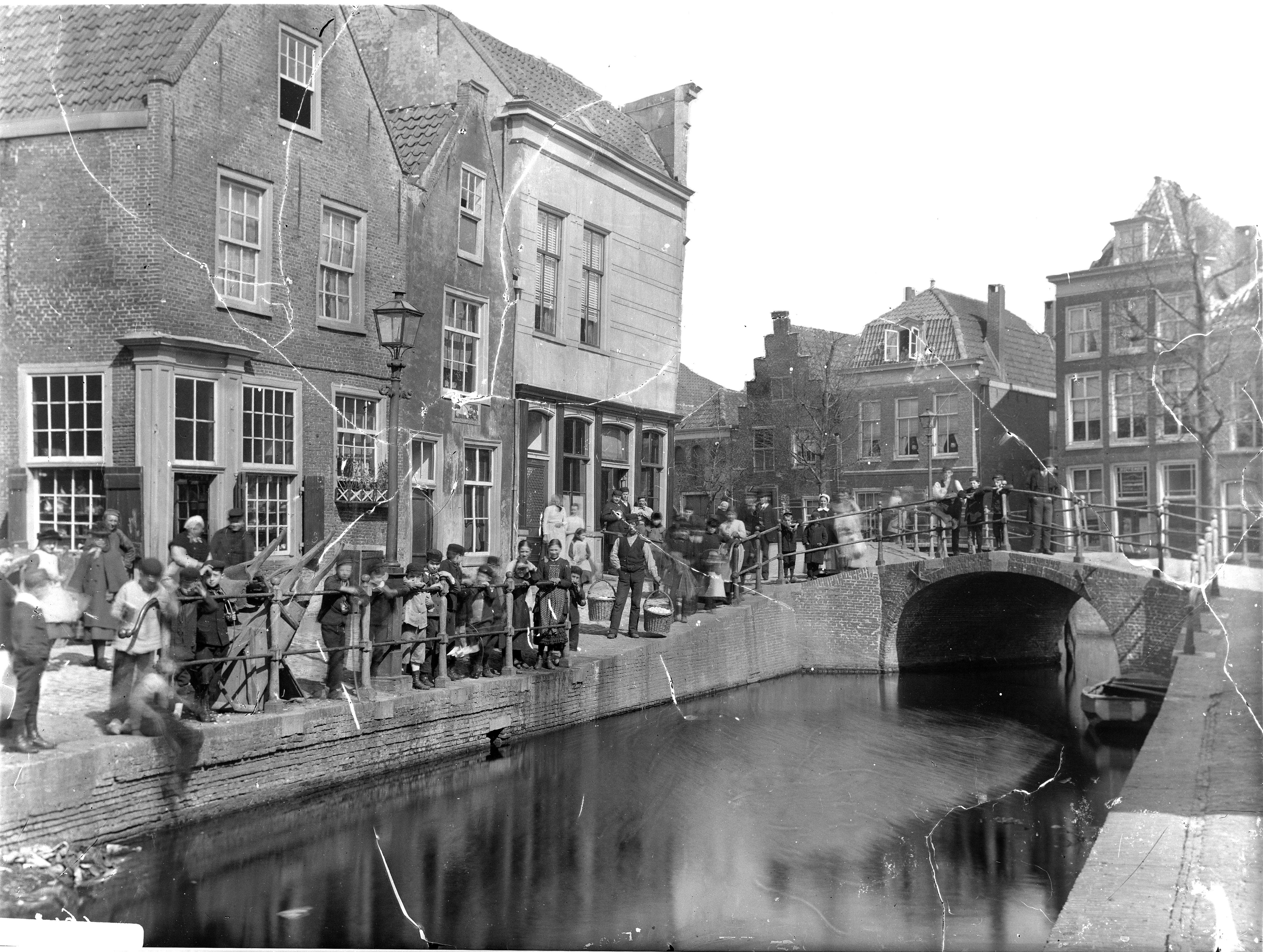
De Zijdgracht met de Spekkenbrug en op de achtergrond het Levendaal, vóór 1886

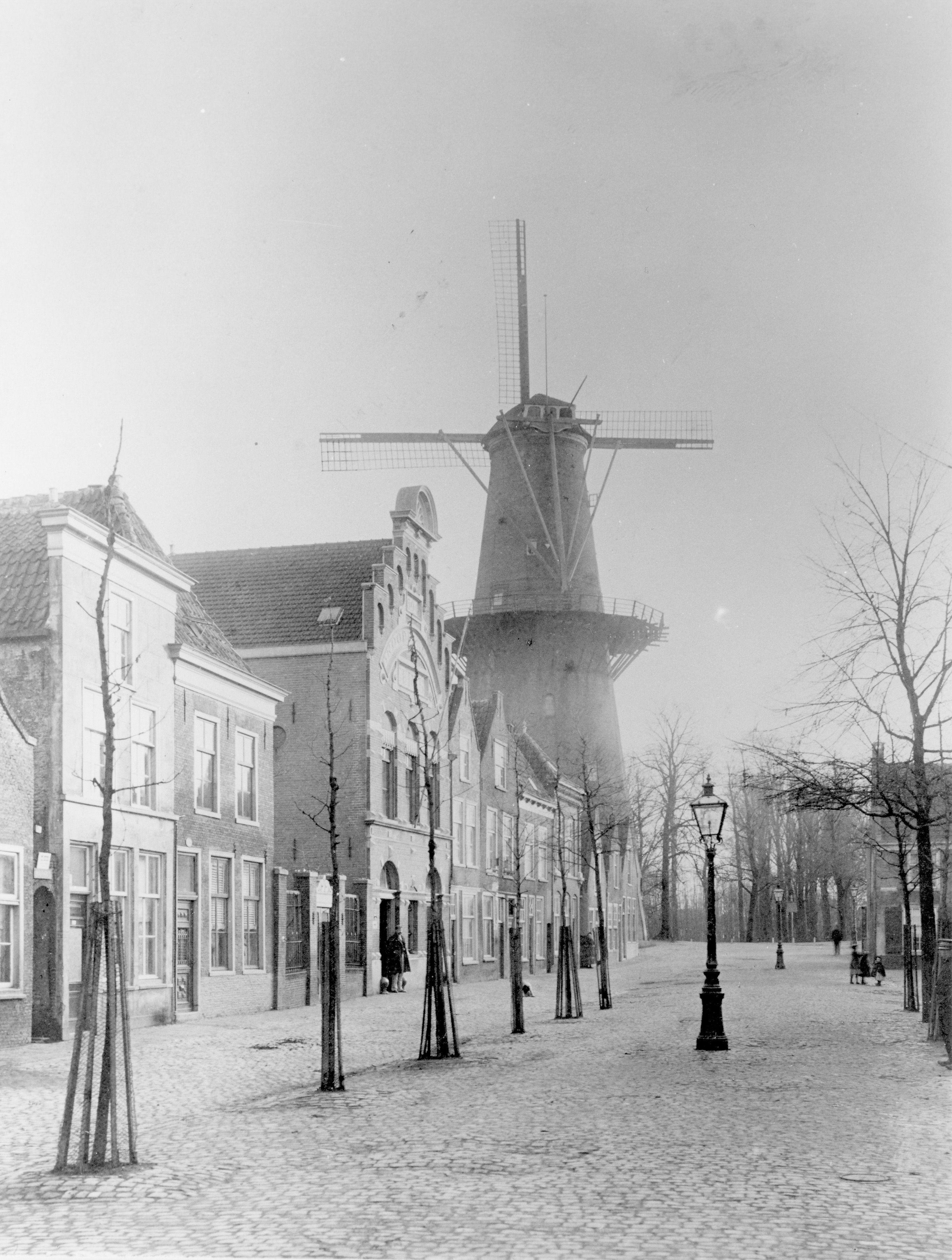
De gedempte Zijdgracht, met molen De Oranjeboom, rond 1900

De Zijdgracht is een verdwenen gracht in de Nederlandse stad Leiden. De Zijdgracht liep van het Levendaal naar de Zoeterwoudsesingel.

## Geschiedenis
De Zijdgracht werd in 1386 aangelegd bij een stadsuitbreiding, en staat als Sijdtgracht aangegeven op de kaart van Leiden die Joan Blaeu in 1649 publiceerde. De Zijdgracht werd in 1886 gedempt en in 1910 verrees aan de gracht de broodfabriek Ceres. In 1924 werd de Zijdgracht, samen met de verbrede Jodenkerksteeg, opgenomen in de Korevaarstraat, die een zuidelijke ontsluiting van het centrum moest worden.
Aan de singel, op de kruising tussen Zijdgracht en Oranjeboomstraat, stond van 1734 tot 1904 de kolossale stadsmolen De Oranjeboom. Bij de aansluiting met het Levendaal werd de nog niet gedempte Zijdgracht overbrugd door de Spekkenbrug.